# HTC 와일드파이어
HTC 와일드파이어(영어: Wildfire)는 HTC에서 2010년에 발표한 보급형 스마트폰이다. 2010년 6월 유럽에서 처음 시판되었으며, 대한민국에는 2010년 10월 11일 SK텔레콤을 통하여 디자이어 팝이라는 이름으로 출시되었다. SK텔레콤에서는 디자이어 팝이라고 부르고 있으나, HTC 한국어 홈페이지에서는 Wildfire라고 정식 호칭하고 있으며 대한민국 판매용 제품의 포장에도 Wildfire라는 명칭이 명기되어 있다.

## 특징
퀄컴의 MSM7225 528 MHz CPU와 512 MB의 저장 공간, 320×240 (QVGA) 해상도의 TFT-LCD 화면을 채용하여 다른 업체의 보급형 스마트폰에 비해 사양은 낮으나 사양 대비 체감 속도는 우수한 편이다. 구글의 안드로이드 2.1 이클레어와 HTC의 센스 UI를 탑재하였으며, 소셜 네트워크에 최적화되어 페이스북, 트위터, 플리커 통합 관리 기능을 제공한다. 보급형 기종이지만 500만 화소와 자동 초점, LED 플래시를 지원하는 카메라를 탑재하고 있다. 대한민국 출시 기종은 안드로이드 기본 글꼴 대신 SK텔레콤의 뫼비우스체가 기본 글꼴로 적용되어 있다.

## 단점
- 320 × 480 (HVGA) 해상도를 채용한 경쟁 기종에 비해 해상도가 낮아 일부 애플리케이션의 경우 지원하지 않거나 정상적인 사용이 어렵다.
- 대한민국의 일부 검색 사이트(다음)를 정상적으로 지원하지 못하는 문제가 있다.[4]
- SK텔레콤 출시 기종임에도 불구하고 T 스토어를 지원하지 않으며, 멜론에서 다운로드 받은 DCF 파일의 재생도 불가능하다.

## 소프트웨어
대한민국 출시 제품의 안드로이드 2.2 프로요 업데이트는 2011년 2월 25일에 제공되었다.

## 사진

SK텔레콤의 휴대 전화 기종 안내 책자. 디자이어 팝이라는 명칭과 함께 HTC Wildfire라는 영문 명칭이 적혀있다.

## 같이 보기
- HTC 디자이어
- HTC 레전드